# Naxxar Lions FC
Naxxar Lions Football Club is een in 1920 opgerichte voetbalclub uit Naxxar in het noorden van Malta. De club speelt zijn thuiswedstrijden in het Ta' Qalistadion.
De club had een sterke periode in de jaren 40 en speelde ook in de jaren 80 enkele jaren in de Premier League. Aan het begin van deze eeuw degradeerde de club en zakte weg tot de regionale competities. In 2010 promoveerde Naxxar Lions naar de First Division en in 2011 promoveerde de club weer naar de Premier League. In 2016 degradeerde de club naar de First Division. 